# لوما ينبوعية
لوما ينبوعية (الاسم العلمي:Loma fontinalis) هي نوع من الفطريات تتبع جنس فطر اللوما من فصيلة الغلوغية. يتطفل على أسماك التروتة النهرية.